# Milotice nad Bečvou
Milotice nad Bečvou település Csehországban, Přerovi járásban. Milotice nad Bečvou Kelč, Špičky, Zámrsky és Hustopeče nad Bečvou településekkel határos. Lakosainak száma 305 fő (2024. január 1.).

## Népesség
A település lakosságának változását az alábbi diagram mutatja:
| Lakosok száma | 301  | 367  | 416  | 409  | 250  | 288  | 301  | 289  | 282  | 305  |
|               | 1869 | 1900 | 1921 | 1961 | 1980 | 2011 | 2016 | 2019 | 2021 | 2024 |